# (33339) 1998 VR32
(33339) 1998 VR32 est un objet de la ceinture principale d'astéroïdes intérieure découvert en 1998.

## Description
(33339) 1998 VR32 a été découvert le 15 novembre 1998 à la Station Catalina, un observatoire astronomique situé dans les Monts Santa Catalina à environ 29 kilomètres au nord-est de Tucson dans l'Arizona, par le projet Catalina Sky Survey.

### Caractéristiques orbitales
L'orbite de cet astéroïde est caractérisée par un demi-grand axe de 1,95 ua, un périhélie de 1,78 ua, une excentricité de 0,09 et une inclinaison de 24,25° par rapport à l'écliptique. Du fait de ces caractéristiques, à savoir un demi-grand axe inférieur à 2 ua et un périhélie supérieur à 1,666 ua, il est classé, selon la JPL Small-Body Database, objet de la ceinture principale d'astéroïdes intérieure.

### Caractéristiques physiques
(33339) 1998 VR32 a une magnitude absolue (H) de 15,5 et un albédo estimé à 0,130.